# Epilobium gunnianum
Epilobium gunnianum är en dunörtsväxtart som beskrevs av Haussk.. Epilobium gunnianum ingår i släktet dunörter, och familjen dunörtsväxter. Inga underarter finns listade i Catalogue of Life.